# Zhazira Zhapparkul
Zhazira Zhapparkul est une haltérophile kazakhe née le 22 décembre 1993 à Arys. Elle a remporté la médaille d'argent de l'épreuve des moins de 69 kg aux Jeux olympiques d'été de 2016 à Rio de Janeiro.

## Palmarès

### Jeux olympiques
- Haltérophilie aux Jeux olympiques d'été de 2016 à Rio de Janeiro
  -  Médaille d'argent en moins de 69 kg.

### Jeux olympiques de la jeunesse
- Haltérophilie aux Jeux olympiques de la jeunesse d'été de 2010  à Singapour
  -  Médaille d'or en moins de 63 kg.

### Championnats du monde d'haltérophilie
- Championnats du monde d'haltérophilie 2015 à Houston
  -  Médaille d'argent en moins de 69 kg.
- Championnats du monde d'haltérophilie 2014 à Almaty
  -  Médaille d'argent en moins de 69 kg.
- Championnats du monde d'haltérophilie 2013 à Wroclaw
  - 9e en moins de 69 kg.
- Championnats du monde d'haltérophilie 2011 à Paris
  - 13e en moins de 69 kg.

### Jeux asiatiques
- Jeux asiatiques de 2014 à Incheon
  - 4e en moins de 75 kg.